# Fenoxycarb
Fenoxycarb ist eine chemische Verbindung aus der Gruppe der Carbamate. Die Verbindung ist ein breit wirksames Insektizid aus der Klasse der Entwicklungshemmer, welches von Maag (später Novartis) entwickelt und 1985 eingeführt wurde. Als Analogon des Juvenilhormons von Insekten hemmt es die Metamorphose zum Erwachsenenstadium (Imago) und stört die Häutung der Larven im Frühstadium.

## Gewinnung und Darstellung
Fenoxycarb kann durch Reaktion von p-Phenoxyphenol (p-Chlorphenol + Natriumphenolat) und 2-(Chlorethyl)-carbamidsäureethylester (2-Chlorethylamin + Chlorameisensäureethylester) gewonnen werden.

## Verwendung
Fenoxycarb wird gegen den Fruchtschalenwickler, den Apfelwickler, den Pflaumenwickler, Miniermotten und den Traubenwickler eingesetzt.

## Zulassung
Fenoxycarb war in einigen Staaten der EU zugelassen, diese Zulassung ist jedoch am 31. Mai 2021 ausgelaufen. Auch in der Schweiz ist es nicht mehr zugelassen.
Das Aufbrauchende in Deutschland war schon am 30. Juni 2015.

## Toxikologie
Fenoxycarb ist für Säugetiere nur von geringer Giftigkeit und wird von der WHO als ungefährlich eingestuft, ist jedoch für Fische und Wirbellose toxisch. Die Halbwertszeit im Erdboden beträgt 85 Tage, unter Luftabschluss verlängert sie sich auf 136 Tage.